# Jerzy Ociepka
Jerzy Ociepka (ur. 4 listopada 1927 w Sosnowcu, zm. 16 czerwca 2019 tamże) – polski mechanik silnikowy i działacz partyjny, poseł na Sejm PRL V i VI kadencji.

## Życiorys
Syn Stefana i Moniki. Ukończywszy w 1940 szkołę podstawową, pracował w Fabryce Lin i Drutu w Sosnowcu. Potem był robotnikiem w przedsiębiorstwie transportowym. Uzyskał wykształcenie średnie niepełne. Pracował po wojnie w Centrali Sprzętu i Transportu Przemysłu Węglowego w Katowicach jako mechanik, awansując potem na funkcję kierownika bazy transportowej. W 1958 przeniesiono go na stanowisko brygadzisty w Przedsiębiorstwie Montażu Urządzeń Chemicznych i Kotłowych „Mostostal” w Będzinie. 
Od 1953 należał do Polskiej Zjednoczonej Partii Robotniczej. Zasiadał w egzekutywie Komitetu Powiatowego partii w Będzinie i w Wojewódzkiej Komisji Kontroli Partyjnej w Katowicach. Przewodniczył też Powiatowej KKP. W 1969 i 1972 uzyskiwał mandat posła na Sejm PRL w okręgu Sosnowiec. W trakcie V kadencji zasiadał w Komisji Przemysłu Ciężkiego, Chemicznego i Górnictwa, a w trakcie VI w Komisji Górnictwa, Energetyki i Chemii oraz w Komisji Spraw Wewnętrznych i Wymiaru Sprawiedliwości.

## Odznaczenia
- Srebrny Krzyż Zasługi
- Brązowy Krzyż Zasługi